# Issam Sartawi
Dr Issam Sartawi (em árabe: عصام السرطاوي; (Acre, 1935 – Albufeira, 10 de abril de 1983) foi um político da Palestina, activista da OLP. Ele foi assassinado a 10 de abril de 1983. 

## Histórico médico
Issam Sartawi fez um curso na universidade em Bagdá, graduando-se em medicina, antes de se especializar em cardiologia e obter seu MD nos Estados Unidos.

## Assassinato
Em fevereiro de 1983, o líder socialista português Mario Soares convidou formalmente a OLP a enviar um observador ao congresso de abril de 1983 da Internacional Socialista em Sydney. O fervorosamente pró-israelense  primeiro-ministro trabalhista  da Austrália,  Bob Hawke, objetou fortemente ao convite da OLP; e o congresso da SI foi apressadamente transferido para Albufeira, Portugal. Sartawi foi selecionado pela OLP como seu representante nesta reunião em Portugal. Como o SI contava tanto o Partido Trabalhista de Israel quanto a OLP como membros, esperava-se que tal encontro pudesse promover o processo de paz no Oriente Médio.
Em 10 de abril de 1983, Sartawi foi baleado e morto no saguão do Hotel Montechoro, em Albufeira, Portugal. O atirador escapou. O assassinato de Sartawi (mais tarde reivindicado pela Organização Abu Nidal) foi testemunhado pelo secretário-geral da SI, Bernt Carlsson, e foi assumido como tendo sido realizado para frustrar os esforços de paz de Carlsson.

Foi assassinado à porta de um hotel, em Areias de São João, Albufeira (Algarve, Portugal) em 1983, durante um encontro da Internacional Socialista.